# Pescatoria wallisii
Pescatoria wallisii là một loài thực vật có hoa trong họ Lan. Loài này được Linden & Rchb.f. miêu tả khoa học đầu tiên năm 1869.

## Hình ảnh

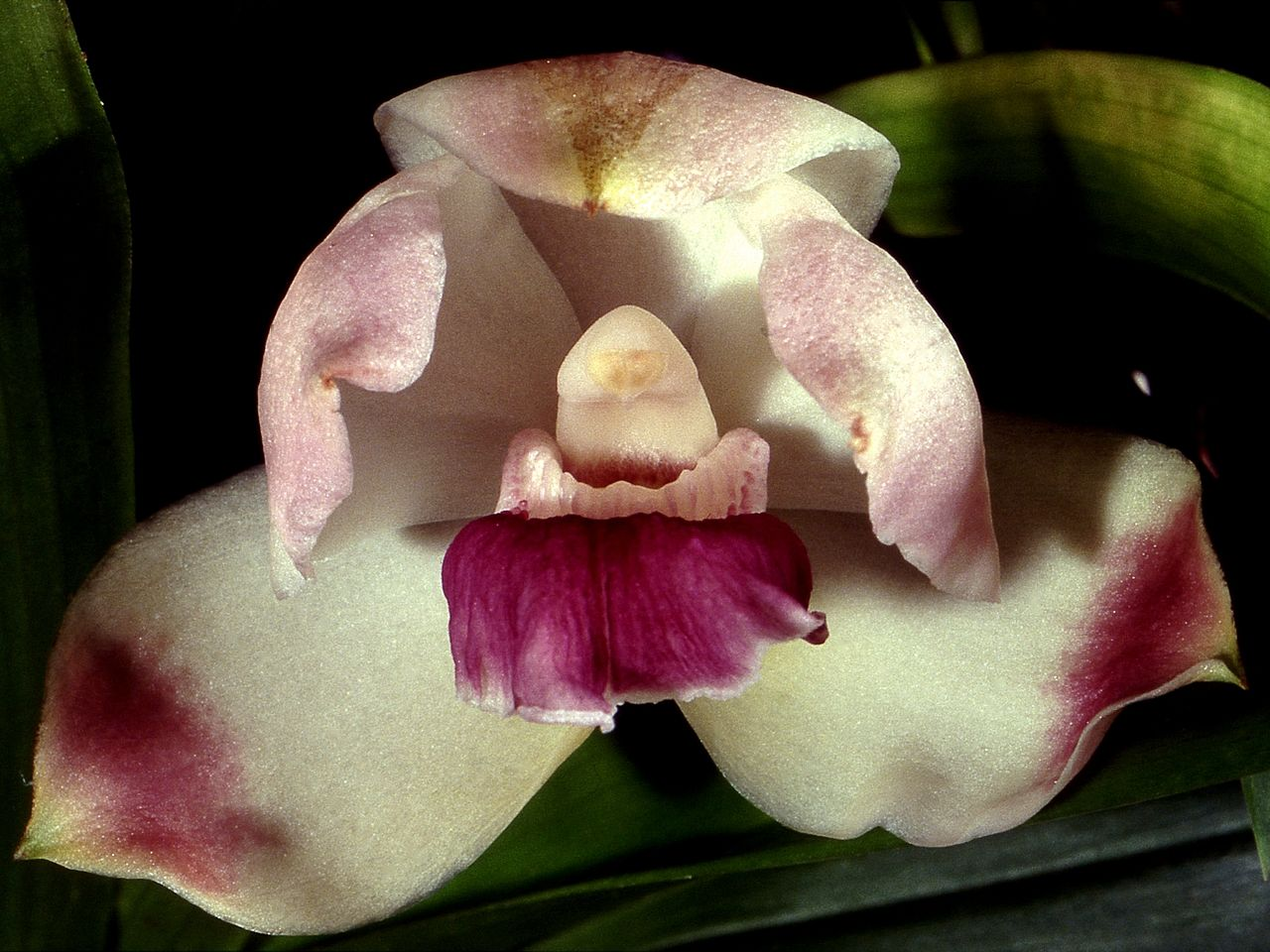